# Mamut
|  | No s'ha de confondre amb Mammut. |

Els mamuts (Mammuthus) són un gènere de proboscidis extints que es caracteritzaven per tenir llargs ullals corbs i, en les espècies septentrionals, un espès pelatge. Aparegueren a Àfrica durant el Miocè superior, fa uns 7 milions d'anys, i des d'allà passaren a Àsia, Europa i, finalment, Nord-amèrica. L'última població de mamuts subsistí a l'illa de Wrangel fins fa només 3.700 anys. Se'n coneix una dotzena d'espècies diferents, tot i que el nombre exacte varia d'una font a l'altra. Es discuteix quina fou la causa de l'extinció dels mamuts, tot i que el més probable és que fos una combinació de diversos factors.

## Etimologia
El nom rus dels mamuts, del qual deriva el seu nom en altres llengües, és мамонт. мамонт deriva de l'antic rus маммот i aquest al seu torn és probablement un manlleu de la llengua vogul. Els mansis es referien als mamuts com a «talps de terra» o «excavadors», car es pensaven que eren criatures vivents que vivien en túnels subterranis i que morien si els tocava la llum del Sol. Segons aquest poble, és per aquest motiu que mai no es trobaven mamuts en vida.

## Descripció
Els mamuts eren proboscidis molt grossos, de mida molt superior a la dels elefants d'avui en dia. L'espècie més grossa, el mamut imperial, atenyia una alçada de com a mínim cinc metres a l'espatlla. Els mamuts probablement tenien un pes d'entre sis i vuit tones, però alguns mascles excepcionalment grans podrien haver sobrepassat les dotze tones. El 2005 es descobrí un ullal de mamut de 3,3 metres de longitud a Illinois. Tanmateix, la majoria d'espècies de mamut no eren pas més grans que l'elefant asiàtic actual. S'han trobat fòssils d'espècies de mamuts nans a les illes Santa Bàrbara (M. exilis), Sardenya (M. lamarmorai) i Creta (M. creticus). També existí una raça de mamuts llanuts nans a l'Illa de Wrangel, al nord de Sibèria, dins del cercle polar àrtic.
Segons els científics, els avantpassats del mamut i els moderns elefants s'originaren a l'Àfrica equatorial. Els mamuts emigraren cap al nord fa entre 2 i 1,2 milions d'anys, just quan, a conseqüència del canvi climàtic, les temperatures patiren un fort descens. Els mamuts llanuts de les zones fredes s'adaptaren al fred durant el Plistocè; tenien un tipus de sang, amb un tipus d'hemoglobina que alliberava oxigen a temperatures molt baixes, que els permetia mantenir la seva temperatura corporal en condicions òptimes per sobreviure al clima rigorós de l'Àrtida. Els elefants, en canvi, no s'adaptaren al fred per no tenir aquesta mena d'hemoglobina. Els canvis són semblants als observats en altres animals de sang calenta que viuen en climes àrtics, com el ren o el bou mesquer.
Els mamuts que vivien a les regions més fredes tenien unes orelles que només mesuraven la cinquena part de les dels elefants asiàtics. Aquesta adaptació al fred permetia reduir la pèrdua de temperatura gràcies a la menor superfície exposada a l'ambient. Els mamuts que vivien a les regions més càlides devien tenir orelles més grans.
Com en els elefants d'avui en dia, la probòscide dels mamuts era mòbil i prènsil i estava molt ben adaptada per dur a terme moviments precisos com ara arrancar plantes individuals del terra i portar-les a la boca. També les utilitzaven per ruixar-se amb aigua per banyar-se o amb fang per protegir-se de mosquits i altres insectes.
Els mamuts adults feien servir la trompa per a consumir uns 180 kg d'aliment al dia. Ingerien gairebé qualsevol tipus de material vegetal, tot i que el seu menjar preferit era l'herba. Menjaven altres parts de les plantes, com ara les fulles i l'escorça dels arbres, a l'hivern, quan la capa de neu cobria l'herba. La dificultat de mastegar herba (a causa de la seva riquesa en silici, que desgasta la dentadura), feu que els mamuts, igual que els elefants, desenvolupessin dents molars especialitzades, amb una superfície recoberta de petites crestes d'esmalt. Les dents posteriors dels mamuts, és a dir, les premolars i les molars, eren vint-i-quatre en total al llarg de la vida, tot i que només n'hi havia dotze com a màxim en un mateix moment. Les molars pesaven fins a 2 kg. A mesura que les dents es desgastaven, eren substituïdes per dents que creixien més enrere. L'examinació de les seves molars també permet saber que eren animals de creixement lent que no assolien la maduresa sexual fins aproximadament els vint anys. Quan els sis conjunts de molars que un mamut tenia al llarg de la seva vida s'havien desgastat, l'animal moria car ja no podia alimentar-se. Aquest procés solia durar entre seixanta i setanta anys.
Com els elefants actuals, els mamuts estaven dotats d'ullals formats per les dues dents incisives superiors. Els ullals dels mamuts eren més grans que el dels seus parents actuals i la seva forma també era diferent. Aquests ullals solien mesurar uns dos metres i mig i pesar a prop de cinquanta quilograms, però es coneixen casos en què arribaren a cinc metres de llarg i un pes de més de vuitanta quilograms. Quan naixien, les cries de mamuts no tenien ullals. A l'edat de sis mesos els sortien uns ullals de llet de només cinc centímetres de llargària que eren substituïdes per ullals permanents un any més tard. Aquests ullals permanents no cessaven de créixer fins a la mort de l'animal.
Les pintures rupestres permeten saber quelcom sobre els mamuts que mai no s'hauria pogut descobrir a partir dels seus esquelets: les pintures prehistòriques presenten els mamuts amb una esquena corbada, mentre que els fòssils semblen indicar que l'esquena d'aquests proboscidis era plana. Aquesta esquena corbada es devia a una gepa de greix, múscul o pèl que els mamuts tenien a l'esquena. La cua dels mamuts era més curta que la dels elefants.
Basant-se en estudis dels seus parents propers, els elefants actuals, els mamuts probablement tenien un període de gestació de vint-i-dos mesos i donaven a llum a una única cria per ventrada.

## Comportament
L'estructura social dels mamuts era probablement la mateixa dels elefants asiàtic i africà, amb ramats composts de femelles encapçalades per una matriarca i els mascles que vivien sols o en grups petits després d'arribar a la maduresa sexual. Un cop abandonaven el ramat en què s'havien criat, els mascles es dedicaven a buscar femelles d'altres grups per aparellar-s'hi. Tant l'aparellament com els naixements tenien lloc en una època curta de l'any a causa de la curta estació estival de l'estepa de mamuts, permetent que les cries nasquessin a l'època de l'any en què hi havia més abundància d'aliment.
Les trompes dels mamuts, un exemple de dimorfisme sexual car eren més grans en els mascles que en les femelles, estaven adaptades per combats entre mascles. Aquests lliuraven combats per les femelles en què intentaven ferir l'oponent a les parts vulnerables de l'espatlla i el tòrax mitjançant els seus ullals. És probable que la possibilitat de quedar greument ferit fes que no hi hagués combats desiguals. Es coneix un cas en què dos mamuts estaven tan igualats que els seus ullals es quedaren encallats els uns amb els altres i, incapaços de separar-se, ambdós mamuts moriren de fam.
Els mamuts migraven dues vegades a l'any, una cap al nord (a la primavera) i una cap al sud (a la tardor). Els mascles solitaris feien el viatge sols, però els ramats ho feien guiats per la femella matriarca, normalment un dels animals més vells del grup. L'experiència de les matriarques era essencial perquè la migració tingués èxit.

## Hàbitat

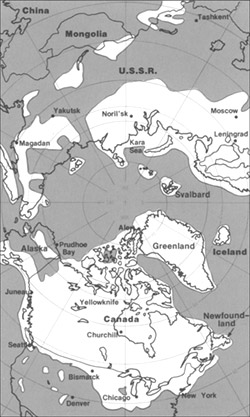
Extensió màxima del gel glacial a la zona àrtica durant el Plistocè

En temps de la transició entre Pliocè i Plistocè, els continents es trobaven pràcticament a la mateixa posició que actualment. Les plaques tectòniques sobre les quals reposen probablement no s'han mogut més de 100 km en relació les unes amb les altres des de principis del Plistocè.
El clima del Plistocè es caracteritzava per cicles glacials repetits en què les glaceres continentals arribaven fins al paral·lel 40 en alguns punts. Es calcula que, durant el màxim glacial, el 30% de la superfície de la Terra estava cobert de gel. A més, una zona de permagel s'estenia vers el sud des del límit de la capa de glaç, uns pocs centenars de quilòmetres a Nord-amèrica i més lluny a Euràsia. La temperatura anual mitjana al límit del glaç era de –6° C; al límit del permagel, de 0 °C.
Al sud de les capes glacials s'hi acumularen grans llacs perquè les vies de drenatge estaven blocades i l'aire més fred reduïa l'evaporació. El centre-nord de Nord-amèrica estava completament cobert pel llac Agassiz. Més de cent conques, ara seques o gairebé seques, estaven ben plenes a l'oest americà. El llac Bonneville, per exemple, es trobava on ara hi ha el Gran Llac Salat. A Euràsia s'hi desenvoluparen grans llacs com a resultat del drenatge de les glaceres. Els rius tenien un cabal més important i s'entrecreuaven. Els llacs africans estaven més plens, suposadament gràcies a una menor evaporació.
A causa del clima, més fred i més sec que avui en dia, els deserts eren més secs i extensos. Les precipitacions eren menors a causa de la reducció de l'evaporació oceànica i continental, per la qual cosa els boscos eren rars. L'ecosistema terrestre predominant eren les planes d'herba, els prats i les sabanes de salzes. Les estepes cobrien gran part de la zona subglacial a Euràsia.
Les condicions climàtiques feien possible una diversitat vegetal que suportava moltes espècies diferents d'animals que normalment habitarien en zones diferents. Espècies que actualment viuen al nord, com els lèmmings, convivien amb espècies que actualment viuen al sud, com les mofetes. R. Dale Guthrie argumenta que la llarga temporada de creixement de les plantes del Plistocè era més favorable a la diversitat que a l'homogeneïtat. Això és perquè aquests ecosistemes eren millors pels animals no especialitzats que necessitaven menjar diferents tipus d'animals per alimentar-se correctament.
La vasta regió que s'estenia des de l'oest d'Europa, a través de Sibèria i fins a Alaska i el Yukon, rep el nom d'«estepa de mamuts». L'abundància d'herba, fòrbies i lamiàcies hi creà un ecosistema d'estepa especialment favorable pels grans mamífers. La flora del Plistocè era especialment nutritiva perquè el clima rigorós obligava les plantes a acumular fibres i carbohidrats per sobreviure.

## Extinció
La majoria de mamuts s'extingiren a les darreries de l'últim període glacial. Encara no s'ha trobat una explicació definitiva de la seva extinció. Una petita població sobrevisqué a l'illa de Sant Pau (Alaska) fins a voltants del 6000 aC i els mamuts nans de l'illa de Wrangel no s'extingiren fins a voltants del 2000 aC. Hi ha diverses teories per explicar l'extinció dels mamuts en concret i l'extinció de la megafauna del Plistocè en general, però el més probable és que l'extinció no es degués a una única causa sinó a una combinació de diversos factors.

### Canvi climàtic
Fa uns 13.000 anys, la temperatura i la humiditat globals començaren a augmentar, permetent la migració de vegetals comestibles vers el nord. Durant un temps, els grans mamífers del nord pogueren aprofitar aquest increment en l'aliment disponible, però finalment el canvi climàtic esdevingué perjudicial per ells. Les noves condicions climàtiques donaven avantatge als arbres, que prosperaren a expenses de les plantes baixes de les quals s'alimentaven els mamuts i altres mamífers grans. Alguns dels animals, com els bisons i els ants, s'adaptaren a la nova situació, però d'altres, com els mamuts, quedaren delmats i acabaren extingint-se.

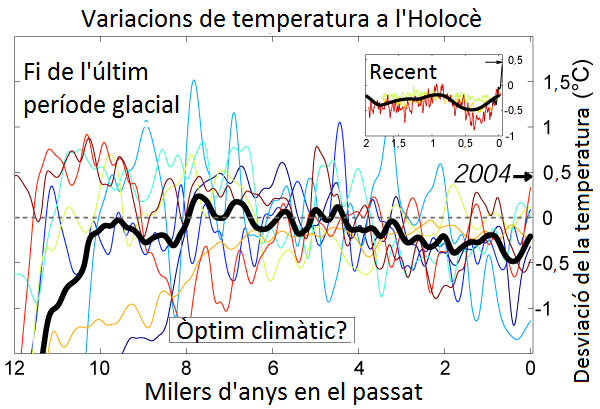
Variació de les temperatures al llarg dels últims dotze mil anys, incloent-hi l'òptim climàtic de l'Holocè.

A més del canvi en la vegetació i en els ecosistemes, l'increment de la temperatura (de 6 °C entre el 13000 aC i el 8000 aC) hauria afegit molta pressió als mamífers adaptats al fred i finalment n'hauria causat l'extinció. En el cas d'animals com el mamut llanut, el seu espès pelatge, que contribueix a conservar la calor corporal en climes glacials, podria haver evitat l'expulsió de l'excés de calor i provocat la mort de l'animal per hipertèrmia. Els mamífers grans, que tenen una menor relació superfície-volum, haurien sofert més que els mamífers petits.
D'altra banda, investigacions recents han demostrat que la temperatura mitjana anual del període interglacial actual que s'ha experimentat en els últims deu mil anys no és pas més alta que la d'interglacials anteriors, de manera que els mateixos mamífers grans havien sobreviscut augments similars de la temperatura. Per tant, l'increment de la temperatura per si sol no és una explicació suficient.

### Caça pels humans
Noves dades derivades d'estudis fets en elefants vivents suggereixen que, tot i que la caça pels humans podria no haver estat la causa principal de l'extinció del mamut, probablement hi contribuí de manera important. Se sap que Homo erectus ja consumia carn de mamut fa 1,8 milions d'anys
Els proponents d'aquesta teoria, avançada per primera vegada per Paul S. Martin de la Universitat d'Arizona als anys seixanta, assenyalen l'aparent coincidència de l'expansió dels humans arreu del món amb l'extinció de nombroses espècies d'animals. L'evidència més convincent d'aquesta teoria és el fet que el 80% de les espècies de grans mamífers de Nord-amèrica s'extingiren en els mil anys següents a l'arribada dels humans al continent. Un altre exemple és el de Madagascar, colonitzat des de fa aproximadament 1.500 anys i on s'extingiren els hipopòtams que hi habitaven durant els segles següents a l'arribada dels humans, igual que grans primats com el lèmur gegant Megaladapis. Quant als mamuts, aquesta hipòtesi ha estat reforçada per descobriments de mamuts amb puntes de projectils clavades als esquelets.
En canvi, els oponents a aquesta teoria argumenten que els mètodes de caça primitius dels humans prehistòrics no podrien haver tingut un impacte tan profund sobre les poblacions de mamífers i posen l'exemple d'Àfrica, on els humans arribaren molt abans i tanmateix no hi hagué cap extinció significativa. Un altre dels arguments en contra d'aquesta hipòtesi és que, en la natura, els depredadors no tendeixen a fer una caça excessiva de les preses, car les necessiten per alimentar-se i reproduir-se. Tanmateix, els humans podrien ser una excepció gràcies a la seva capacitat de canviar a un altre tipus de presa o fins i tot a una alimentació a base de vegetals si una determinada espècie s'extingeix.

### Hipermalaltia
La hipòtesi de la hipermalaltia atribueix l'extinció dels grans mamífers del Plistocè superior als efectes indirectes de l'arribada dels humans. La teoria de l'hipermalaltia sosté que els humans, o els animals que viatjaven amb ells, introduïren malalties altament virulents en poblacions vulnerables dels mamífers nadius com ara els mamuts que acabaren extingint-los. Els mamuts i altres espècies grans foren més vulnerables a l'extinció perquè les espècies petites tenen una resistència més gran gràcies al seu estil de vida (gestació més curta, poblacions més grans, etc.). Es creu que els humans en són la causa perquè migracions anteriors de mamífers a Nord-amèrica des d'Euràsia no havien causat extincions.
El problema principal d'aquesta teoria és que és totalment hipotètica car no s'ha trobat cap mena d'evidència de malalties d'aquest caire. A més, una malaltia ha de ser extremament virulent per exterminar tots els individus d'un gènere o espècie. Fins i tot una malaltia tan virulenta com el Virus del Nil Occidental difícilment podria causar una extinció. Finalment, sembla gairebé impossible que una malaltia pogués ser a la vegada prou selectiva com per no matar espècies prou relacionades però de diferent mida i prou ample per matar espècies de molts tipus diferents d'animals (ocells, mamífers, rèptils, etc.).

## Descobriment
La primera expedició occidental a Sibèria per estudiar els enormes ossos que s'hi trobaven fou la de l'anatomista britànic Hans Sloane, que el 1728 examinà restes fòssils de dents i ullals i determinà que pertanyien a una espècie d'elefant. Per explicar la presència d'animals tropicals a latituds tan altes, suggerí que la seva extinció es degué a un enorme canvi climàtic i al Diluvi Universal. Deu anys més tard, Philosophical Magazine publicà l'obra de l'alemany Johann Breyne, incloent-hi les seves anàlisis de fòssils i il·lustracions que li havia presentat Daniel Messerschmidt. Breyne corroborà la teoria de Sloan que els ossos pertanyien a un tipus de proboscidi.
Georges Cuvier revisà la informació disponible sobre el mamut el 1796 i, amb l'ajuda de les il·lustracions de Messerschmidt, arribà a la conclusió que el mamut era diferent dels elefants actuals. El 1799, Johann Friedrich Blumenbach definí el mamut llanut com a Elephas primigenius. Posteriorment es descobriria que era prou diferent com per situar-lo en un gènere propi i fou reclassificat com a Mammuthus primigenius. Alguns anys més tard, el 1806, l'escocès Michael Adams trobà un cadàver de mamut que encara conservava parts del pelatge i la pell i amb l'esquelet gairebé intacte. Aquest mamut, que rebé el nom de «mamut d'Adams», fou muntat al Museu Zoològic de Sant Petersburg.
També es descobriren mamuts a Nord-amèrica. El 1743, esclaus negres identificaren unes molars trobades a l'est dels Estats Units com a pròpies d'un elefant. Una altra dent molar enorme fou el tema d'un informe enviat per David Rittenhouse a la Societat Filosòfica Americana el 1786. L'expedició de Jefferson i Clark del 1807 recuperà diverses molars que tant Clark com Caspar Wistar identificaren com a pertanyents al mamut.

## Clonació

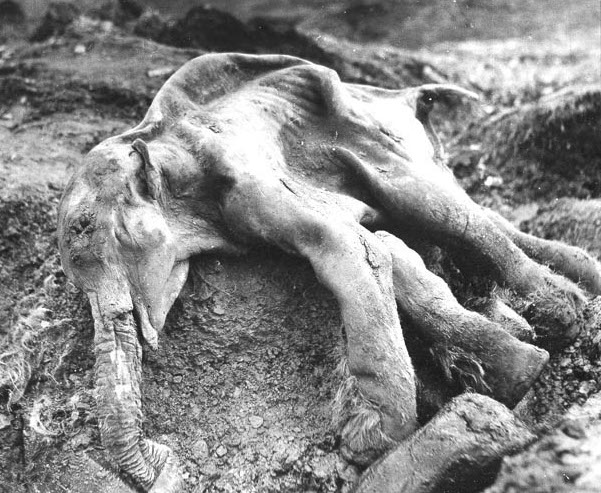
El descobriment d'exemplars congelats molt ben conservats a Sibèria podria obrir la porta a una eventual clonació del mamut.

Les temperatures glacials de Sibèria han permès que algunes restes de mamut hagin quedat prou ben conservades com per extreure'n ADN en bon estat. El descobriment d'una cria de mamut al nord-oest de Sibèria a mitjans del 2007 donà esperances de poder clonar els mamuts. La cria, morta fa més de nou mil anys, encara tenia intactes els ulls, la trompa i una part del pelatge. L'única part que mancava era la cua. El 2008, Miller et al. anunciaren que havien seqüenciat el genoma del mamut.
El procés de clonació complet proposat requeriria trobar restes de teixit tou de mamut del qual es pogués extreure una cadena d'ADN. Aquest ADN seria posteriorment fusionat amb un òvul d'elefant asiàtic, el parent vivent més proper dels mamuts. Aquest òvul seria inserit a l'úter d'una femella d'elefant asiàtic i, si el procés tingués èxit, vint-i-dos mesos més tard naixeria una cria de mamut. El 2003 s'anuncià el pla més ambiciós fins ara, encapçalat per científics japonesos de la Universitat de Kinki i russos de l'Institut Véktor.
Tanmateix, aquest procés de clonació, aparentment senzill, presenta dificultats a cadascun dels diversos passos. Per començar, la quantitat d'àcid desoxiribonucleic que s'ha obtingut fins ara no és suficient ni en quantitat ni en qualitat com per clonar un mamut. No n'hi ha prou amb trobar una certa quantitat d'ADN, sinó que cal trobar una cadena sencera intacta d'ADN. Això és poc probable i alguns genetistes opinen que de fet és impossible. A més, cal tenir en compte que fins ara no s'ha aconseguit mai clonar un mamífer únicament a partir d'ADN (l'ovella Dolly, per exemple, fou clonada a partir d'una cèl·lula somàtica adulta). Tampoc no s'ha aconseguit mai clonar un elefant, de manera que encara sembla més improbable que es pugui clonar un mamut.
La gestació també presentaria problemes addicionals. No només el temps de gestació podria tenir una durada diferent de la dels elefants, cosa que imposaria una pressió afegida tant al fetus de mamut com a la mare elefant, sinó que és probable que el cos de la mare no pogués cobrir les necessitats d'un animal més gran i de metabolisme possiblement diferent com són els mamuts. També és possible que, un cop hagués nascut, la cria de mamut fos rebutjada per la seva mare o no tolerés bé la llet d'elefant.
Dins de l'àmbit científic, hi ha opinions dividides entre els que creuen que és possible clonar un mamut i els que pensen que és impossible. Dick Mol és un dels que dubta que sigui possible, mentre que un dels seus col·legues a l'expedició que descobrí un mamut a Jarkov (Sibèria), Larry Agenbroad, apunta que fa uns anys hi havia científics que deien que mai no es podria clonar una ovella. D'altra banda, Adrian Lister, un dels paleontòlegs més reputats en l'estudi dels mamuts, també ha qüestionat l'ètica de clonar aquests animals: «L'hàbitat natural del mamut ja no existeix. Estaríem creant un animal com a atracció per un parc temàtic. És ètic?».
A la primavera del 2013, un equip internacional de científics encapçalat pel rus Semion Grigóriev anuncià el descobriment de sang líquida en les restes d'un mamut congelat a l'illa de Mali Liàkhovski (Àrtida russa). Les mostres de teixit, que pertanyien a una femella d'uns 60 anys morta fa entre 10.000 i 15.000 anys, podrien permetre'n la clonació.

## Taxonomia

### M. africanavus
El mamut africà és una de les espècies africanes de mamut. Aparegué per primer cop fa aproximadament 4,8 milions d'anys durant el Pliocè i se n'han trobat fòssils a Txad, Líbia, el Marroc i Tunísia. Tot i que s'extingiren (relativament) poc després, fa quatre milions d'anys, és l'espècie de la qual descendiren el mamut meridional i les espècies posteriors de mamut. De fet, el seu nom científic, Mammuthus africanavus, significa ‘mamut avantpassat africà’. Tot i el seu origen africà, ni M. africanavus ni els seus descendents eren parents propers de l'elefant africà. El seu llinatge se separà del dels elefants asiàtics fa aproximadament cinc milions d'anys, a principis de l'estatge faunístic Zanclià.

### M. creticus
M. creticus era un mamut nan que vivia a l'illa de Creta. Anteriorment se'l situava dins el gènere Elephas, però el 2012 Herridge i Lister es basaren en les seves característiques morfològiques per reclassificar-lo com a mamut. Era de mida similar a les cries d'elefants actuals, però més robust, i es creu que els individus adults tenien els ullals en forma de bucle. Amb una alçada d'aproximadament 90 cm i un pes de només 310 kg, es tracta de l'espècie de mamut més petita mai descoberta.
Es creu que M. creticus podria haver evolucionat o bé de M. meridionalis o bé de M. rumanus. En cas que descendís d'aquesta última espècie, M. creticus hauria pogut aparèixer fa uns 3,5 milions d'anys, durant el Pliocè.

### M. columbi

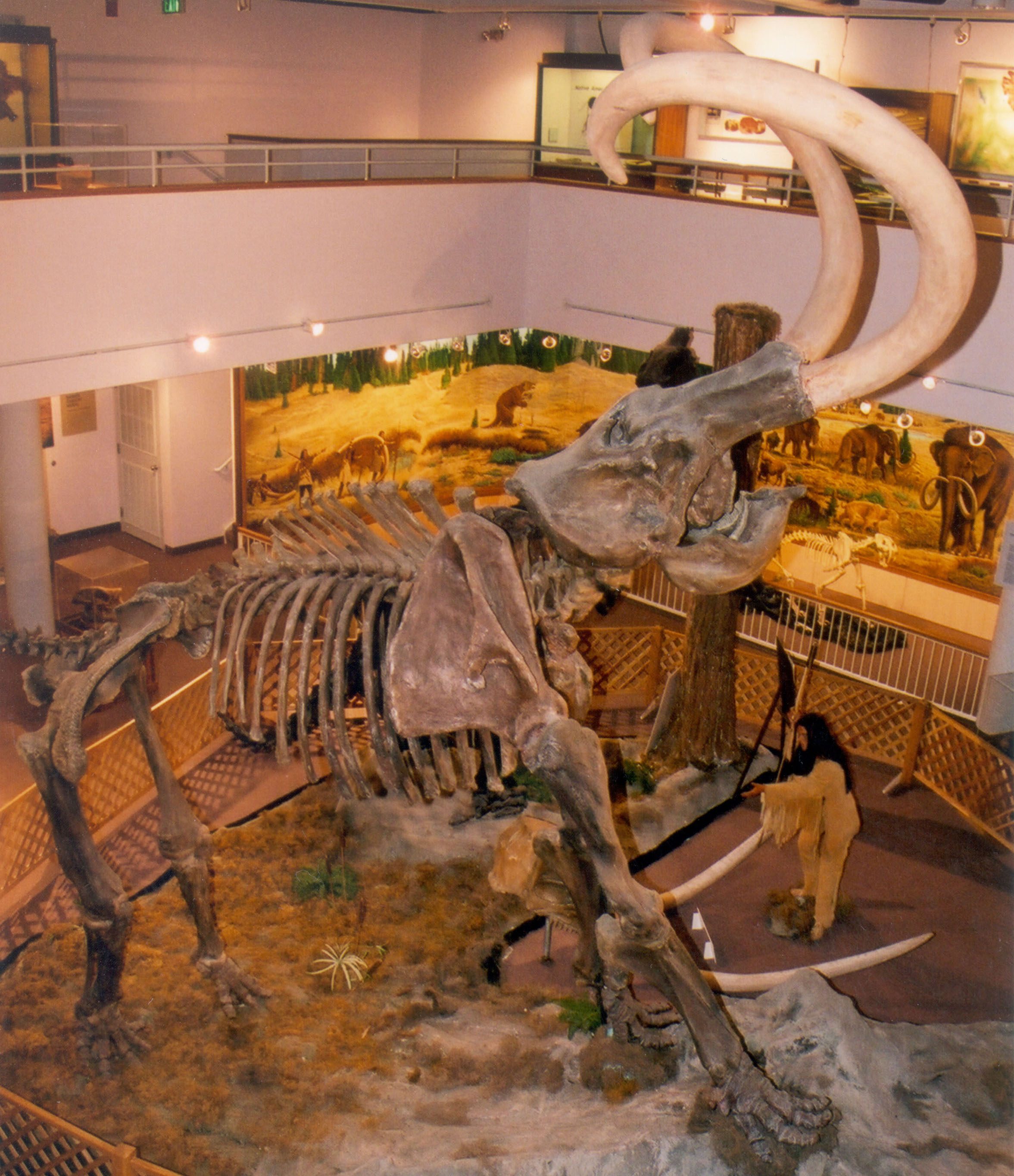
Esquelet de mamut colombí.

El mamut colombí és una de les espècies més grosses de mamut. Els exemplars més grans arribaven a quatre metres d'alçada i un pes de fins a deu tones, però era més normal que mesuressin poc més de tres metres i pesessin unes sis tones. El seu cap pesava entre un 12% i un 25% del pes total del cos. Visqué a finals del Plistocè superior a Nord-amèrica i fou una de les últimes espècies de la megafauna del Plistocè en extingir-se. Se n'han trobat fòssils al Ranxo La Brea (Califòrnia), a Texas i a Mèxic, on les seves restes són bastant comunes i se sap que arribà tan al sud com Nicaragua.
Com que les condicions climàtiques que regnaven a Nord-amèrica eren menys severes que les de Sibèria, el mamut colombí estava menys adaptat al fred que el mamut llanut. Tenia una capa de pèl molt menys espessa, però la seva característica principal eren els seus ullals, que eren els més grans de totes les espècies de mamut i arribaven a mesurar fins a cinc metres de llargada.

### M. exilis
El mamut pigmeu era una varietat nana de mamut que vivia a l'illa Santa Rosae, on actualment hi ha l'arxipèlag del Nord de Califòrnia. Es creu que una població de mamuts colombins travessaren el canal de Santa Bàrbara per migrar del sud de Califòrnia a Santa Rosae fa desenes de milers d'anys. A Santa Rosae començà un procés de nanisme que reduí gradualment la mida d'aquests proboscidis.
Els mamuts pigmeus s'extingiren fa més de dotze mil anys a causa d'una combinació de caça pels indis primitius, canvis climàtics i una pèrdua d'hàbitat a mesura que el nivell del mar feu que Santa Rosae es dividís en diverses illes.

### M. imperator
El mamut imperial era la varietat més gran d'entre els mamuts de Nord-amèrica, amb una alçada de gairebé cinc metres a l'espatlla. Com que el clima de la regió on vivia era més càlid que les estepes en què vivien els mamuts d'Euràsia, es creu que el mamut imperial no tenia una capa de pèl espessa. La seva característica principal eren els seus ullals, que es corbaven fins a tal punt que es creuaven. Quan Joseph Leidy descrigué l'animal el 1858, originalment pensà que es tractava d'una espècie del gènere Elephas.

### M. lamarmorai
Juntament amb M. creticus, el mamut de Sardenya era l'única espècie de mamut endèmica de les illes del Mediterrani. Igual que les altres espècies insulars, el mamut de Sardenya patí un procés de nanisme que li donà una mida molt inferior a la dels altres mamuts, d'aproximadament un metre i mig d'alçada.

### M. meridionalis

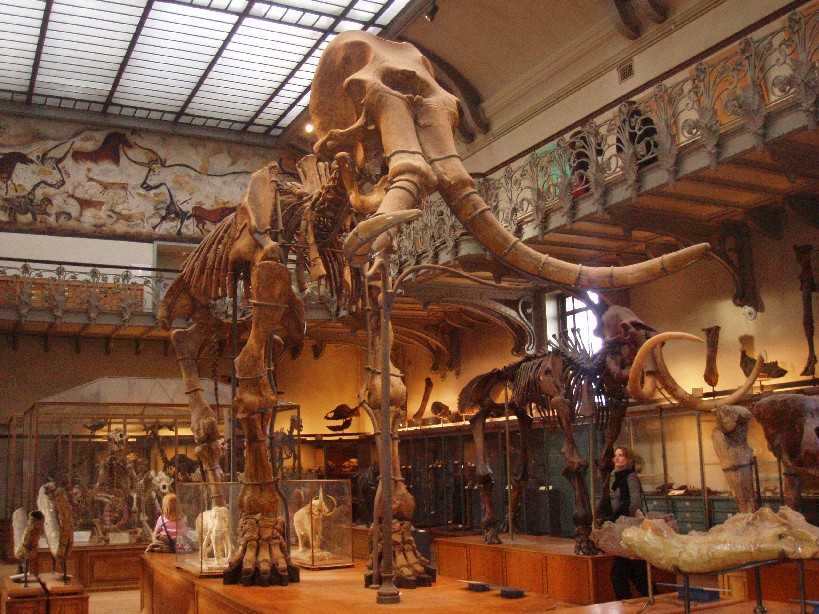
Esquelet de mamut meridional a l'MNHN

El mamut meridional fou la primera espècie a abandonar Àfrica per arribar a Euràsia i molt més tard a Nord-amèrica a través de l'estret de Bering aprofitant que el nivell del mar era molt més baix que el d'avui en dia. Aquesta espècie de mamut vivia a les regions de bosc obert i de clima més benigne, on s'alimentava d'herba i de fulles. És l'avantpassat directe del mamut colombí i el mamut de les estepes.
El mamut meridional era més gran que els elefants actuals, amb una alçada de quatre metres i un pes de deu tones. També era diferent dels mamuts posteriors, car vivia en una zona temperada en què no necessitava l'espessa capa de pèl típica del mamut llanut o el mamut de les estepes. Quan el nivell del mar augmentà de nou, les poblacions de M. meridionalis de Nord-amèrica i Europa evolucionaren en M. imperator i M. trogongtherii, respectivament.

### M. primigenius
El mamut llanut és conegut a partir d'ossos i cadàvers congelats trobats al nord d'Euràsia i Nord-amèrica, amb exemplars especialment ben conservats a Sibèria. Els exemplars més antics coneguts daten de sediments d'aproximadament 250.000 anys d'antiguitat, de la glaciació de Riss; es tracta de formes de transició i les formes més avançades no aparegueren fins més tard. Es desenvoluparen a partir dels mamuts de les estepes.
Els mamuts llanuts es caracteritzaven pel seu pelatge especialment espès, amb pèls que mesuraven fins a noranta centímetres de longitud. Una altra adaptació pel clima glacial del seu hàbitat era una capa de greix que a vegades mesurava nou centímetres de gruix. Desaparegueren de la majoria del seu hàbitat a finals del Plistocè, però una subespècie nana sobrevisqué a l'illa de Wrangel fins aproximadament el 1700 aC.

### M. rumanus
Mammmuthus rumanus visqué durant el Pliocè en allò que avui en dia és l'Europa de l'Est. Se n'han trobat restes fòssils al Regne Unit i Romania. Fou el primer mamut a arribar a Europa, tot i que és possible que hagués aparegut a Àfrica i llavors s'hagués estès a Euràsia a través del Llevant. No se sap gaire cosa sobre el seu estil de vida. És possible que M. creticus evolucionés de M. rumanus.

### M. subplanifrons
El mamut sud-africà, l'hàbitat del qual s'estenia des de Sud-àfrica fins a Kenya, aparegué fa uns cinc milions d'anys i és l'espècie més antiga de mamut. Les primeres restes foren descobertes el 1928 a Sud-àfrica i consistien en uns quants ullals, molars i fragments de maxil·lars. El mamut sud-africà ja presentava una lleugera curvatura als ullals, típica dels mamuts.

### M. sungari
El mamut del riu Songhua era l'espècie més grossa de totes, amb una alçada d'entre 4,5 i 5,5 metres a l'espatlla i una longitud de nou metres. Les estimacions del seu pes varien entre deu i disset tones. Si aquesta última xifra, considerada improbable per la majoria de científics, fos certa, el mamut del riu Songhua superaria l'indricoteri com a mamífer terrestre més pesant de tots els temps.
El mamut del riu Songhua visqué durant el Plistocè al nord de la Xina, on se n'han trobat fòssils al desert de Gobi. Alguns dels descobriments de restes de M. sungari han estat polèmics, car algunes d'elles han estat reclassificades com a M. trogongtherii o M. primigenius i d'altres han estat discutides perquè presenten trets típics del gènere Palaeoloxodon.

### M. trogongtherii
El mamut de les estepes s'estengué a gran part del nord d'Euràsia i Nord-amèrica a finals del Plistocè (entre fa 600.000 i 250.000 anys). Probablement evolucionà a partir de poblacions siberianes de mamut meridional. Per tant, representa un primer estadi en l'evolució dels mamuts de l'estepa i de la tundra i és un avantpassat del mamut llanut.
Mesurava fins a 4,7 metres d'alçada a l'espatlla, cosa que el convertia en un dels proboscidis més grans que hagin viscut mai, juntament amb M. sungari i Deinotherium. Tenia unes molars amb més crestes d'esmalt que les de M. meridionalis; això es devia a la seva dieta basada en les gramínies. Els seus ullals en forma d'espiral podien mesurar fins a 5,2 metres en mascles vells. Els mamuts de les estepes foren substituïts pels seus descendents, els mamuts llanuts, fa uns 250.000 anys. Els ullals de les femelles, en canvi, eren més prims i poc corbats. L'exemplar més complet conegut és d'una femella descoberta el 1996 a Kikinda, Sèrbia.

## Documentals
Un ramat de mamuts són uns dels protagonistes del sisè i últim episodi de la sèrie de paleontologia de la BBC Walking with Beasts. L'episodi narra la migració d'aquests animals amb el canvi estacional.
Una jove femella del grup cau dins un llac glaçat quan es trenca el gel que el cobreix. Tot i que no poden fer res per salvar-la, el lligam entre els mamuts del grup és tan estret que els altres animals es queden al seu costat. Finalment, han d'acabar abandonant-la per no morir de fam.
A l'estiu, els mamuts pasturen en una gran plana d'herba, a la zona que actualment és el mar del Nord i que comparteixen amb molts altres animals herbívors. Un dels predadors que amenacen els herbívors són els humans, que aprofiten els ullals dels mamuts morts per construir-se cabanes. Els mamuts aprofiten el clima benigne de l'estiu per menjar i agafar reserves pel proper hivern i els mascles intenten aparellar-se amb tantes femelles com els és possible.

A Walking with Beasts

A l'inici de la tardor, els mamuts encara no han començat la seva migració, però aviat han de marxar cap al sud, cap a les valls dels Alps. Una de les cries, que ha nascut a la primavera i, per tant, encara no ha viscut cap hivern, té problemes per seguir el ritme del grup. Amb el pas dels dies, la cria té més dificultat per progressar i quan només la seva mare es queda amb ell, comença a atreure l'atenció de predadors com el lleó de les cavernes. Mentrestant, un mamut mascle que viatja sol obliga un parell de lleons a abandonar el cadàver humà que s'estaven menjant.
En arribar a la regió que avui en dia és l'Alsàcia, els mamuts es troben altres Homo, en aquest cas un home de Neandertal. L'home de Neandertal és envestit per un rinoceront llanut però aconsegueix sobreviure gràcies a la seva constitució robusta. Per la seva banda, els mamuts continuen progressant i arriben als Alps. Han d'alimentar-se de fulles perquè l'herba que mengen normalment es troba sota la neu. Poc temps després, la cria i la seva mare, que s'havien quedat enrere, retroben el grup.
Després de l'hivern, la primavera no arriba fins al maig. Amb el clima més càlid, els mamuts perden gran part del seu pelatge, que esdevé més curt. La cria original, un mascle, ja ha crescut, però una nova cria, una femella, ha nascut. Els insectes també prosperen amb la pujada de les temperatures i els mamuts es protegeixen de les seves picades ruixant-se amb fang amb la seva trompa. De nou, els mamuts migren, però aquesta vegada cap al nord.
Els homes de Neandertal paren una emboscada als mamuts, esperant que caigui la nit i utilitzant el foc com a arma decisiva. Espantats per les flames, alguns dels mamífers que intenten fugir cauen d'un precipici. Després, els neandertals baixen per rematar els mamuts que encara estan vius. La matriarca del grup mor a l'atac, però afortunadament pel grup, les dues cries sobreviuen.
El mamut també ha aparegut a Walking with Cavemen, un documental de la BBC semblant a Walking with Beasts. Apareix al quart programa, The Survivors, on és atacat i caçat per un grup d'homes de Neandertal. L'espècie de mamut que apareix en aquest documental és el mamut llanut (M. primigenius).